# Le Coq Sportif
Le Coq Sportif este o companie franceză care comercializează diverse articole sportive, în special echipamente de fotbal. A fost fondată în 1882 de Émile Camuset, dar primele articole de îmbrăcăminte cu sigla reprezentând cocoșul au apărut în 1948.

## Sponsorships

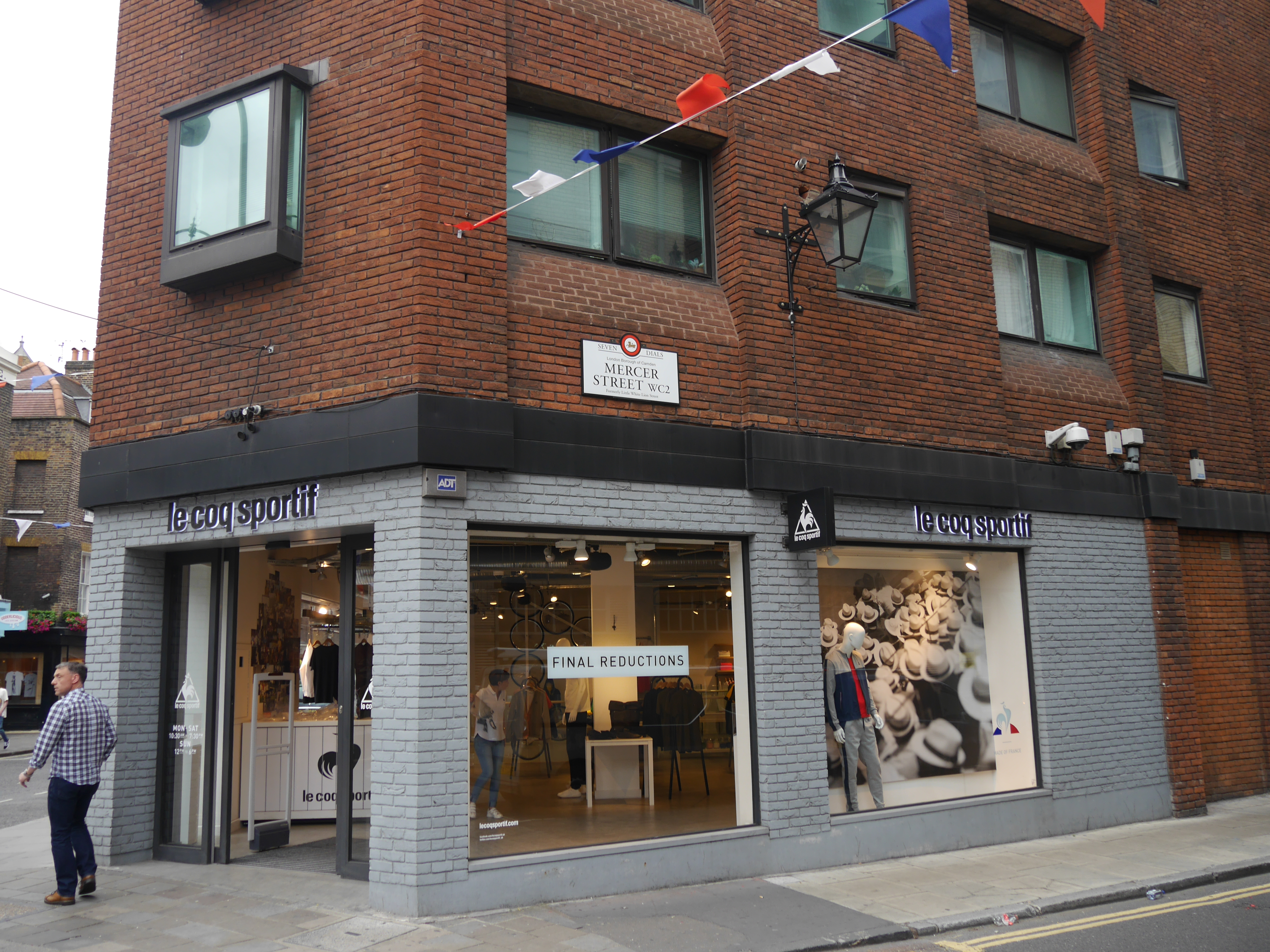
Le Coq Sportif shop, Londra

### Baschet
- Changwon LG Sakers

### Box
- Lennox Lewis

### Ciclism
- Turul Franței

### Formula 1
- Renault F1 Team

### Tenis
- Richard Gasquet[5]
- Chung Hyeon

### Fotbal
- Gimnasia y Esgrima La Plata
- Atlético Mineiro
- Quimbaya Brasil
- Saint-Étienne
- ESTAC Troyes (din August 2019)
- Fiorentina
- AS Velasca
- FC Seoul
- Homenmen Beirut

### Rugby

#### Echipe de club
- Racing 92

#### Echipe naționale
- Franța (din Iulie 2018)

## Legături externe
- Site oficial